# Micpe Chusejfa
Micpe Chusejfa (hebrejsky: מצפה חוסיפה) je hora o nadmořské výšce 504 metrů v severním Izraeli.
Leží na východním okraji pohoří Karmel, cca 13 kilometrů jihovýchodně od centra Haify a necelý kilometr severovýchodně od města Isfija. Má podobu nevýrazného návrší se zalesněnými svahy, které na sever odtud přecházejí do rozsáhlého lesního komplexu. Na východní straně svahy hory prudce klesají do zemědělsky využívaného Zebulunského údolí s řekou Kišon, do které podél jižní strany hory směřuje vádí Nachal Chusejfa, podél strany severní vádí Nachal Jagur. Na jihozápadním úpatí kopce, nedaleko okraje města Isfija, se nachází vydatný pramen Ejn al-Balad (עין אל בלד). Vrch je turisticky využíván.